# Gualba
Gualba és un municipi de la comarca del Vallès Oriental. Forma part de la subcomarca del Baix Montseny. Limita al nord amb Campins; al sud-oest, amb Sant Celoni; i a l'est, amb Riells i Viabrea. Té com a eix la riera de Gualba.

## Geografia
- Llista de topònims de Gualba (Orografia: muntanyes, serres, collades, indrets..; hidrografia: rius, fonts...; edificis: cases, masies, esglésies, etc).

| Entitat de població | Habitants (2023) |
| Gualba              | 621              |
| Can Figueres        | 241              |
| Can Plana           | 241              |
| Gualba de Baix      | 151              |
| Royal Park          | 128              |
| l'Estació           | 117              |
| la Barceloneta      | 112              |
| Llobregosa, la      | 50               |
| Font: Idescat       |                  |

La festa major d'hivern se celebra el 22 de gener, per Sant Vicenç; i la d'estiu, el 16 d'agost, per Sant Roc.
A la part oriental del massís del Montseny es troba el Parc Mediambiental de Gualba. És un parc forestal i d'esbarjo gestionat pel RACC (Reial Automòbil Club de Catalunya).

## Demografia
| 1497 f | 1515 f | 1553 f | 1717 | 1787 | 1857 | 1877 | 1887 | 1900 | 1910 |
| ------ | ------ | ------ | ---- | ---- | ---- | ---- | ---- | ---- | ---- |
| 30     | 25     | 17     | 170  | 347  | 615  | 620  | 610  | 622  | 702  |

| 1920 | 1930 | 1940 | 1950 | 1960 | 1970 | 1981 | 1990 | 1992 | 1994 |
| ---- | ---- | ---- | ---- | ---- | ---- | ---- | ---- | ---- | ---- |
| 758  | 687  | 729  | 724  | 767  | 759  | 631  | 597  | 649  | 649  |

| 1996 | 1998 | 2000 | 2002 | 2004 | 2006  | 2008 | 2010  | 2012  | 2014  |
| ---- | ---- | ---- | ---- | ---- | ----- | ---- | ----- | ----- | ----- |
| 685  | 737  | 783  | 857  | 950  | 1.048 | 1136 | 1.234 | 1.359 | 1.429 |

| 2016  | 2018  | 2020  | 2022  | 2024  | 2026 | 2028 | 2030 | 2032 | 2034 |
| ----- | ----- | ----- | ----- | ----- | ---- | ---- | ---- | ---- | ---- |
| 1.426 | 1.481 | 1.548 | 1.610 | 1.738 | -    | -    | -    | -    | -    |

## Resultats Electorals
Participació: 68,8% 
| Partit | Vots | Percentatge | Regidors | Notes                           |
| ------ | ---- | ----------- | -------- | ------------------------------- |
| CIU    | 422  | 60,63%      | 6 (+1)   | Coal·lició amb Joves per Gualba |
| ERC    | 245  | 35,2%       | 3 (+2)   |                                 |
| PP     | 10   | 1,44%       | 0 (=)    |                                 |
| PSC    | -    | -           | 0 (-3)   | No es presenta                  |

Resultà escollit Marc Uriach, alcalde de Gualba, amb els vots a favor de CIU i ERC.

## Personatges il·lustres
- Josep Baborés i Homs, rector durant la Guerra del Francès.
- Josep Balmas i Ragué, alcalde de Gualba durant la Guerra Civil espanyola.